# 瓦羅區
瓦羅區（西班牙語：Distrito de Huaro），是秘魯的一個區，位於該國南部庫斯科大區的基斯皮坎奇省，始建於1952年9月26日，面積106.28平方公里，海拔高度3,157米，2005年人口4,587，人口密度每平方公里43人。